# Ramstyrning

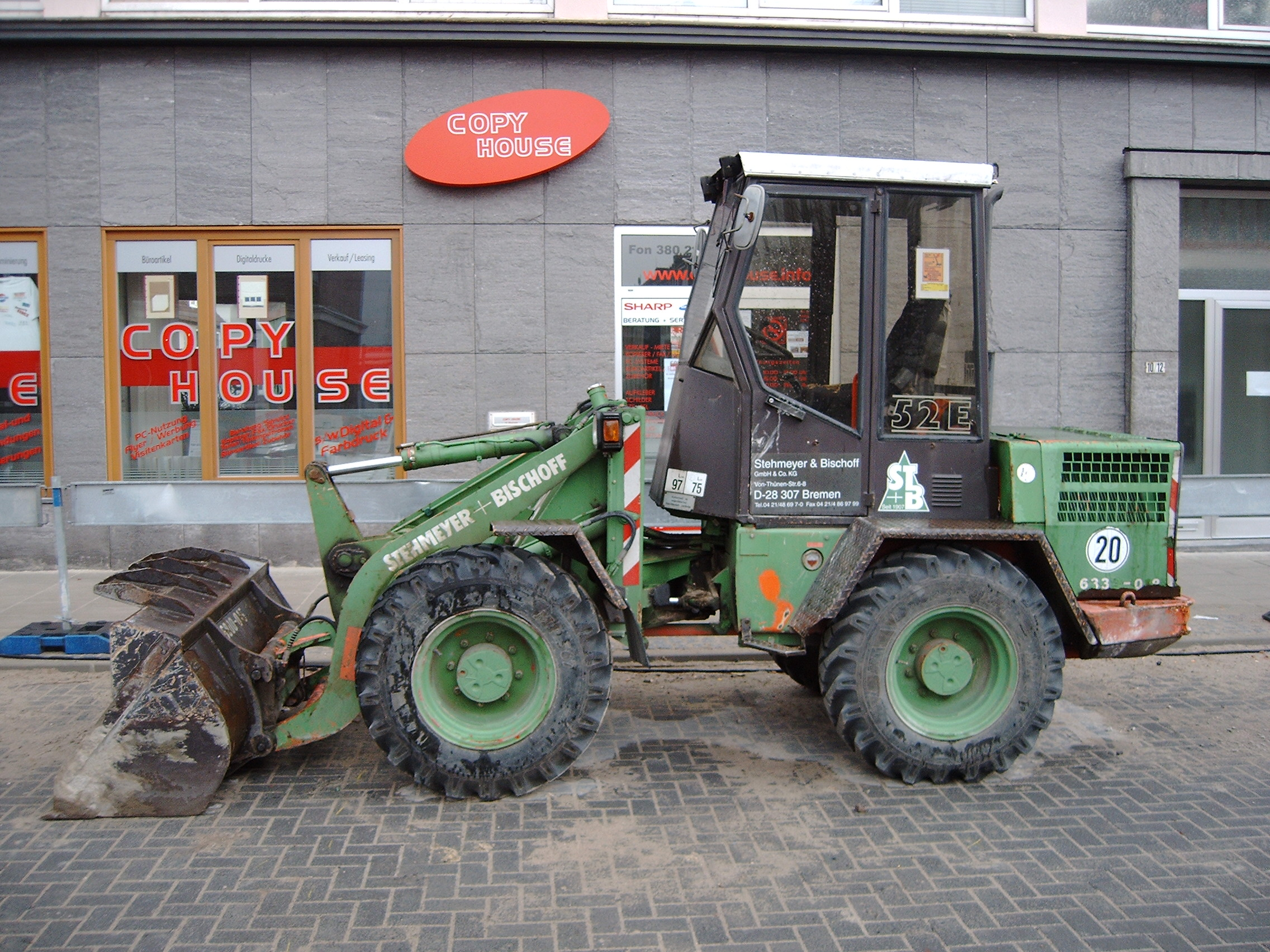
Ramstyrd hjullastare.

Ramstyrning eller midjestyrning är en typ av styrinrättning hos vissa fordon där ramen är längsgående uppdelad i två partier med en axlad led mellan dem som låter ramen kröka sig i den riktning som fordonet ska svänga åt, vanligen genom hydraulik. Därtill är upphängningen ofta fast och fordonet svänger enbart genom midjans krökning. Typen medger snäva svängar och är vanligast på arbetsmaskiner som hjullastare, skogsmaskiner och dumprar.
Ramstyrda tvåaxlade fordon kan konstrueras på så sätt att fram- och bakdäcken spårar varandra exakt även medan fordonet svänger. Detta är mycket fördelaktigt bland annat när hjullastare används i trånga utrymmen.
En nackdel med ramstyrning är att fordonet blir mindre stabilt när det svänger. En hjullastare som svänger maximalt kan exempelvis ha framaxeln svängd i 40 graders vinkel relativt bakaxeln. Detta innebär att maskinens tyngdpunkt förskjuts och att hela ekipaget kan välta om föraren inte är uppmärksam på att maskinens lyftförmåga försämras vid kraftiga svängar. Här har baklastare med sin traditionella bakaxelstyrning en klar fördel. 